# Maria Hassan
Maria Stepanovna Hassan, född 21 september 1952 i Ukrainska SSR i Sovjetunionen, är en svensk politiker (socialdemokrat). Hon var ordinarie riksdagsledamot 2002–2006, invald för Stockholms kommuns valkrets.
I riksdagen var hon ledamot i lagutskottet 2002–2006 och suppleant i bostadsutskottet.
Hon är till yrket historiker.
Hassan uttalade i Sveriges Televisions program Gomorron Sverige den 25 juni 2012 sitt motstånd mot en bojkott av fotbolls-EM 2012 i Ukraina.